# Малая Ерёма
Ма́лая Ерёма — река в Иркутской области России, левый приток Нижней Тунгуски. Длина реки — 228 км. Площадь водосборного бассейна — 4050 км².
Исток реки находится на Среднесибирском плоскогорье, на высоте более 374 м над уровнем моря. Протекает по лиственнично-сосновой тайге, течёт преимущественно на юго-восток. В нижнем течении, приняв небольшой приток, реку Альтанцина, Малая Ерёма поворачивает на восток. Берега участками заболочены, перед устьем имеются пороги на реке. Невысокий горный хребет Середина служит водоразделом между Большой и Малой Ерёмами. Впадает в Нижнюю Тунгуску по левому берегу на отметке выше 275 м над уровнем моря, ниже впадения Большой Ерёмы у посёлка Ерёма, в 2266 км от устья Нижней Тунгуски. Ширина перед устьем — до 82 м при глубине 1,2 м; скорость течения в низовьях составляет 0,4 м/с. 

## Основные притоки
Указаны поименованные притоки длиной 20 км и более
| Название | Расстояние от устья | Длина | Положение |
| -------- | ------------------- | ----- | --------- |
| Кукчар   | 91                  | 84    | левый     |
| Дулисьма | 128                 | 39    | левый     |
| Сеган    | 171                 | 37    | правый    |

## Данные водного реестра
По данным государственного водного реестра России и геоинформационной системы водохозяйственного районирования территории РФ, подготовленной Федеральным агентством водных ресурсов:
- Бассейновый округ — Енисейский
- Речной бассейн — Енисей
- Речной подбассейн — Нижняя Тунгуска
- Водохозяйственный участок — Нижняя Тунгуска от истока до водомерного поста посёлка Кислокан
- Код водного объекта — 17010700112116100066131